# Генріх Рудольф Шинц
Генріх Рудольф Шинц (нім. Heinrich Rudolf Schinz) (30 березня 1777 — 8 березня 1861) — швейцарський лікар і натураліст.

## Біографія
Спочатку вивчав медицину в Вюрцбурзі і Єні, потім повернувся до Цюриха в 1798 році для практики. У 1804 він став викладачем у медінституті, а в 1833 році він став екстраординарним професором природної історії в університеті Цюриха. Він також був куратором Музею природної історії Цюриха, і був автором багатьох важливих зоологічних робіт між 1824 і 1852 роками.

## Описані види

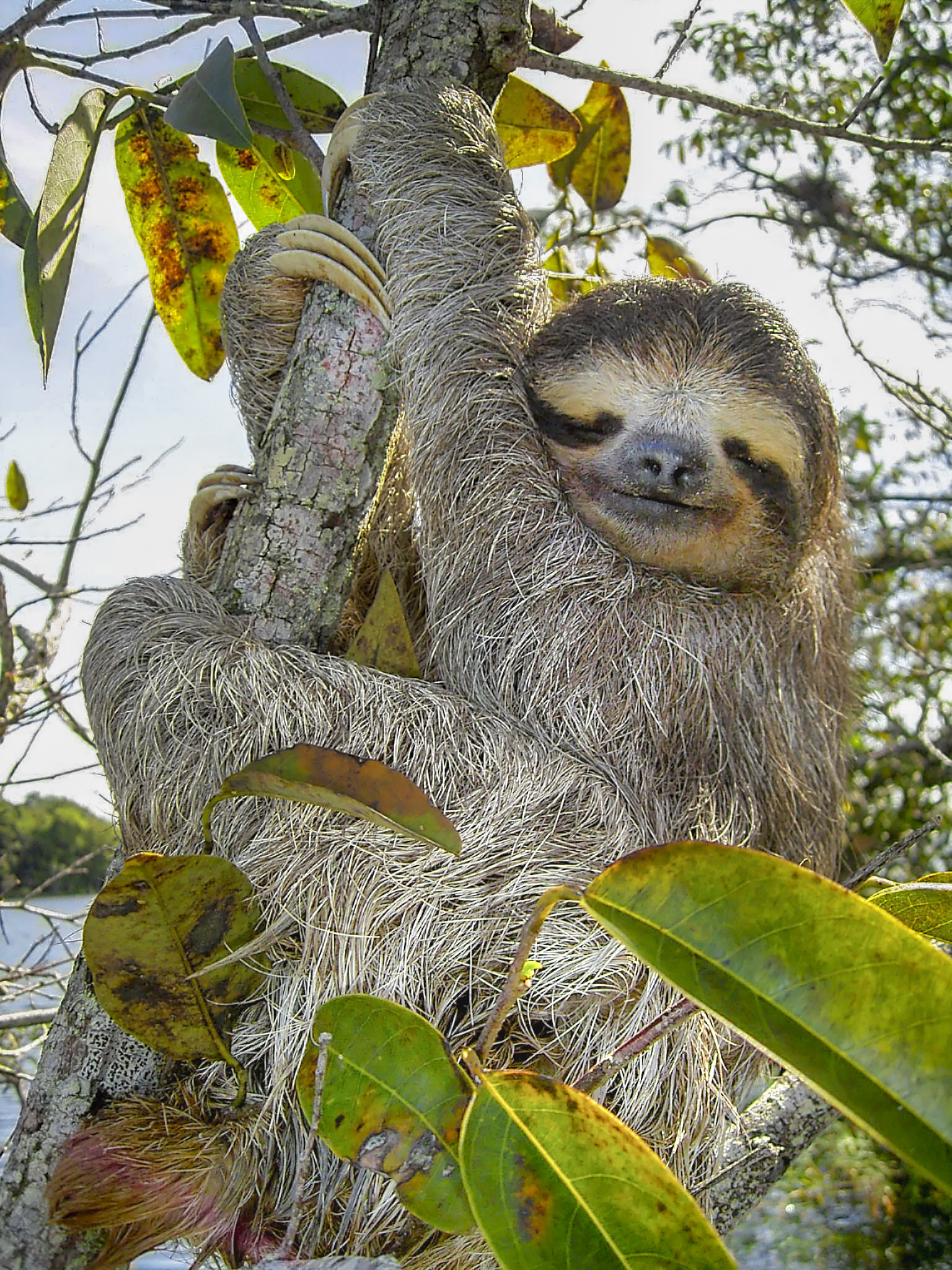
Bradypus variegatus
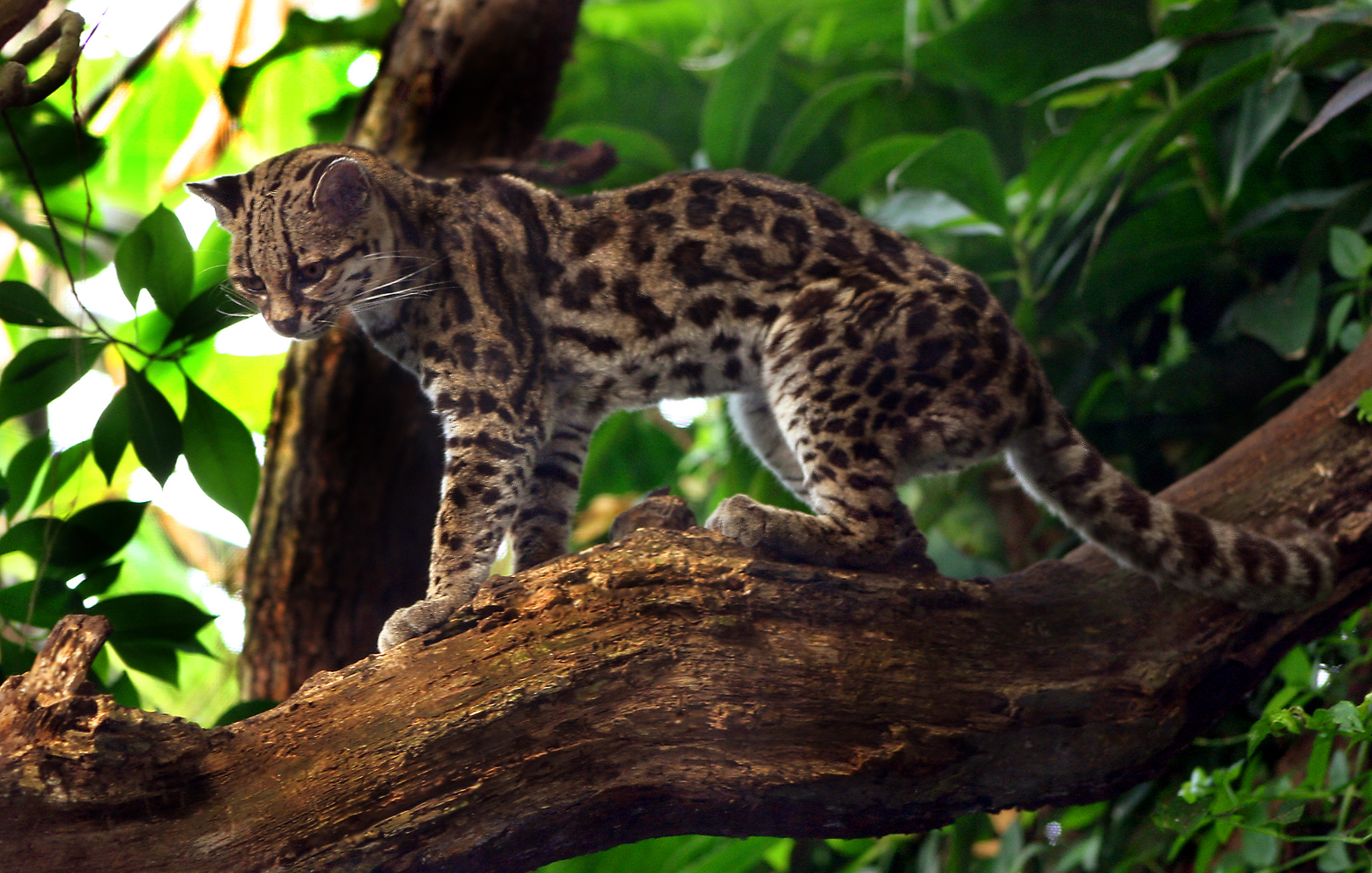
Леопард марги
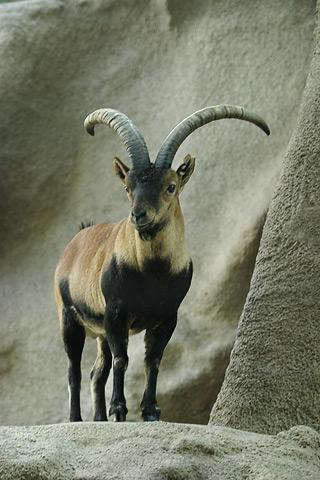
Козел піренейський
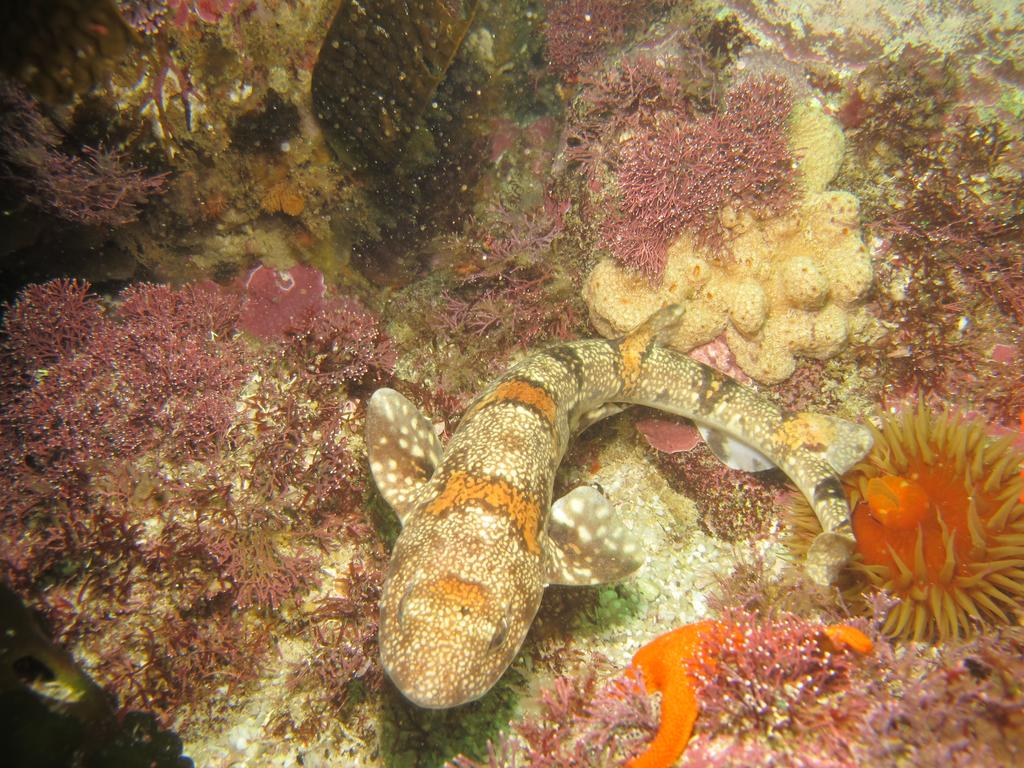
Haploblepharus edwardsii
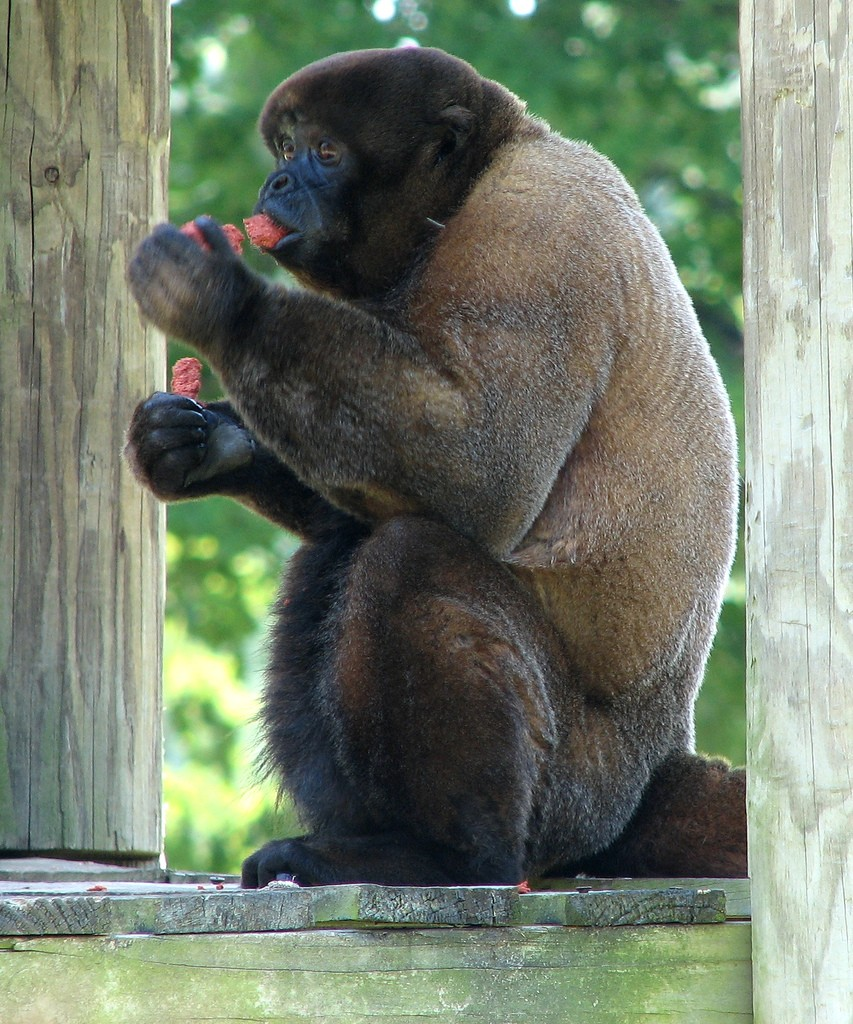
Lagothrix poeppigii
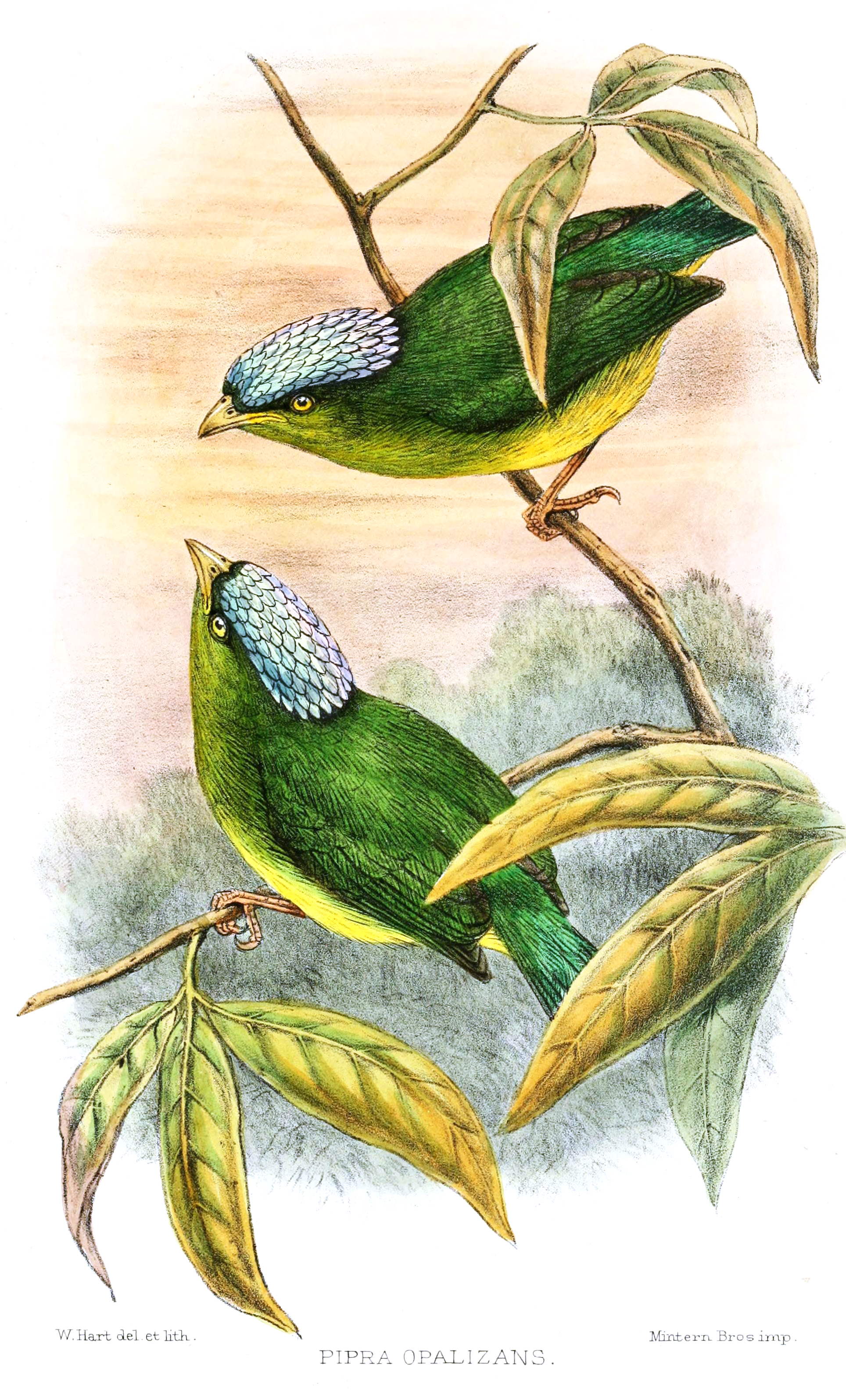
Lepidothrix iris
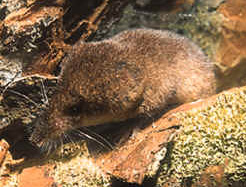
Мідиця альпійська